# Greensboro Swarm
Die Greensboro Swarm sind ein Team der NBA G-League, das in Greensboro, North Carolina, beheimatet ist. Die Heimspiele trägt das Team im First Horizon Coliseum aus, welches Teil des Greensboro Complex ist.

## Geschichte
Im Mai 2015 verkündeten die Charlotte Hornets, ein NBA-D-League-Team bis spätestens 2016 nach North Carolina zu bringen. Nachdem man sich mehrere mögliche Standorte angesehen hatte, bestätigte man im Herbst 2015 das man sich in Greensboro, North Carolina niederlassen werde. Am 29. Dezember 2015 wurde Name und Logo der Swarms vorgestellt. Dies geschah während der Pause beim Championship Spiel des HAECO Invitational, einem lokalen Highschool Turnier in Greensboro. Unter anderem mit einigen Spielern und Offiziellen der Charlotte Hornets sowie dem Maskottchen Hugo the Hornet und der Cheerleader-Truppe Honey Bees.
Am 25. Juli 2016 wurde Noel Gillespie als neuer Head Coach der Swarms vorgestellt.
Den ersten Sieg konnte man am 25. November 2016 feiern, als man die Erie BayHawks mit 109:88 bezwang. Am Ende der ersten Saison landete man auf dem vierten Platz der Atlantic Division.

## Saisonbilanzen
| Saison           | Division         | Platz            | W                | L                | Win%             | Playoffs         |                  |
| Greensboro Swarm | Greensboro Swarm | Greensboro Swarm | Greensboro Swarm | Greensboro Swarm | Greensboro Swarm | Greensboro Swarm | Greensboro Swarm |
| ---------------- | ---------------- | ---------------- | ---------------- | ---------------- | ---------------- | ---------------- | ---------------- |
| 2016/17          | Atlantic         | 4th              | 19               | 31               | .380             | --               |                  |
| Regular season   | Regular season   | Regular season   | 19               | 31               | .380             |                  |                  |
| Playoffs         | Playoffs         | Playoffs         | 0                | 0                | 000              |                  |                  |

## Partnerteam
- Charlotte Hornets (seit 2016)